# Stinear Peninsula
Stinear Peninsula är en udde i Antarktis. Den ligger i Östantarktis. Australien gör anspråk på området.
Terrängen inåt land är kuperad åt sydost, men åt nordväst är den platt. Havet är nära Stinear Peninsula norrut. Trakten är glest befolkad. Närmaste befolkade plats är Zhongshan Station, 4,8 kilometer nordost om Stinear Peninsula. 